# Evgeni Malkin
Evgeni Vladimirovich Malkin (Magnitogorsk, Unión Soviética, 31 de julio de 1986), más conocido como Evgeni Malkin, apodado Geno, Zhenya o The Russian Bear, entre otros, es un jugador profesional ruso de hockey sobre hielo que se desempeña en la posición de centro en Pittsburgh Penguins, equipo de la National Hockey League (NHL).

## Carrera
Fue seleccionado en la primera ronda en la NHL Entry Draft de 2004. En 2006 hizo su debut profesional con el equipo Pittsburgh Penguins, donde lleva jugando 18 temporadas.